# Dauzat-sur-Vodable
Dauzat-sur-Vodable é uma comuna francesa na região administrativa de Auvérnia-Ródano-Alpes, no departamento Puy-de-Dôme. Estende-se por uma área de 15,4 km². Em 2010 a comuna tinha 76 habitantes (densidade: 4,9 hab./km²).